# ヒ87船団

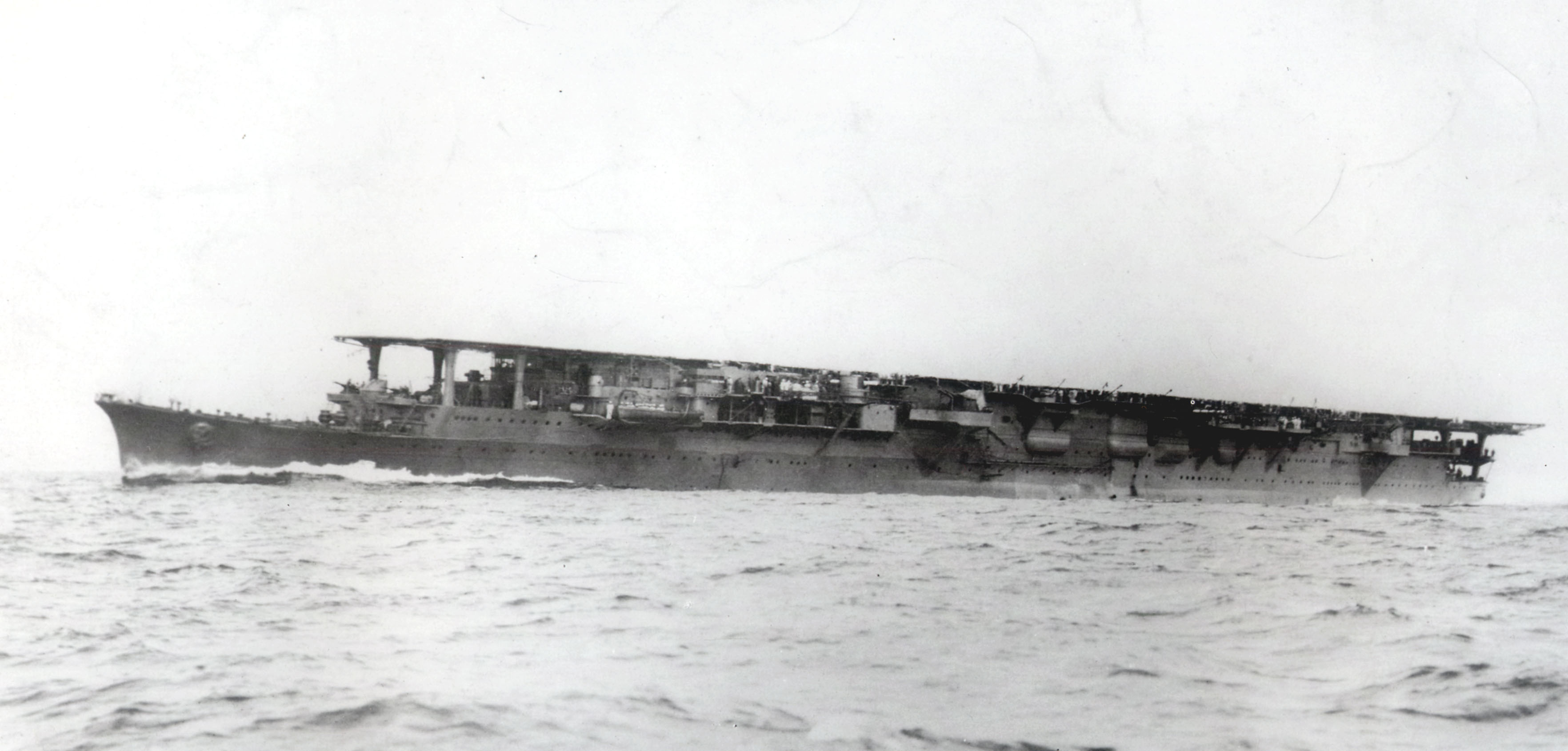
日本の軽空母「龍鳳」。

ウルシー泊地付近を航行中の第38任務部隊第3群。（1944年12月）

ヒ87船団（ヒ87せんだん）は、太平洋戦争後期の1944年12月-1945年1月に門司からシンガポールへ航海した日本の護送船団である。貴重な大型タンカーを中心に編成され、石油の積み取りを任務とした。フィリピン反攻作戦のため行動中のアメリカ海軍機動部隊による空襲と、複数の潜水艦による襲撃を受けて、壊滅的損害を被った。

## 背景
太平洋戦争後半の日本は、占領下にあるオランダ領東インドから石油を日本本土に運ぶため、シンガポール（当時の日本側呼称は昭南）と門司の間で、ヒ船団と称する高速タンカー船団を運航していた。ヒ87船団もそのひとつで、船団名は通算87番目（往路44番目）のヒ船団を意味する。
日本海軍は、1944年（昭和19年）4月頃から潜水艦対策のため護送船団を大規模化する大船団主義を採用していた。ヒ87船団も大船団主義に基づいた編制で、貴重な1万トン級大型タンカー6隻を主体に編成され、給油艦神威と中型タンカー・貨物船各1隻も加入した。
護衛部隊は、第7護衛船団司令部（司令官：駒沢克己少将）の指揮する第一護衛艦隊所属の海防艦4隻（御蔵、倉橋、屋代、第13号海防艦）を主力とした。また、台湾へ特攻兵器の桜花を輸送する連合艦隊所属の軽空母龍鳳の護衛として第二艦隊所属の艦隊型駆逐艦4隻を同行させる予定であり、異例の強力な布陣となった。
龍鳳は輸送物資の桜花58機を搭載していたが、それ以外に護衛作戦用の航空機を搭載していたかは不明である。
なお、龍鳳は当初ルソン島クラーク基地に第七二一海軍航空隊（神雷部隊）の桜花を輸送する計画だったが、同様にルソン島への桜花緊急輸送任務に就いた空母雲龍が潜水艦によって撃沈された事例を考慮し、ルソン島行きは断念された。
日本海軍において、香港や海南島方面の警備を担当していたのは支那方面艦隊であった。支那方面艦隊および麾下部隊が保有していた航空部隊は既に引き抜かれており、海南島の第九〇一海軍航空隊三亜派遣隊と第九五一海軍航空隊上海派遣隊の協力を得て、かろうじて防空をおこなっていた。両隊はシーレーン防備のため対潜を重視した編成であり、保有戦闘機は少なかった。
一方で、アメリカ軍は1945年（昭和20年）1月9日のルソン島上陸作戦に向けて、空母機動部隊と陸上基地航空部隊の双方を投入して事前攻撃を本格化させていた。
ハルゼー提督が指揮する高速空母機動部隊である第38任務部隊（司令官：ジョン・S・マケイン・シニア中将）は、1944年12月末にウルシー泊地を出撃し、台湾周辺の日本側反撃戦力、特にレイテ沖海戦で取り逃がした航空戦艦日向と伊勢の破壊を狙っていた。このときの第38任務部隊は戦艦6隻・正規空母8隻・軽空母5隻を主力とし、搭載航空機800機以上の圧倒的な戦力を有していた。そのほか、東シナ海から南シナ海まで、多数のアメリカ潜水艦が作戦行動中であった。

## 航海の経過

### 門司から高雄まで
1944年（昭和19年）12月30日、桜花輸送部隊（龍鳳、浜風、磯風、時雨）を含むヒ87船団部隊は、門司から寄港予定地の基隆に向けて出航した。駒沢少将座乗の旗艦神威を基準船として陣形を組み、原速12ノットで航行した。対潜防御のため、潜水艦の行動が困難な沿岸海域に針路を執り、朝鮮半島西岸から黄海を経て大陸沿岸を南下した。しかし機関や舵の故障が相次ぎ、一時脱落する輸送船が出た。
1945年（昭和20年）1月3日、第38任務部隊が台湾への空襲を開始した。また米軍上陸船団がルソン島西方海面を北上中であり、ヒ87船団部隊が米艦隊と鉢合わせする可能性も出てきた。これらの事情を考慮し、ヒ87船団部隊は舟山群島北方泊地へと一時避難した。特に空母龍鳳は、駆逐艦3隻（浜風、磯風、時雨）の護衛で分離し、嵊泗列島の泗礁山泊地へと移った。
1月5日にヒ87船団部隊は航行再開したが、7日に大陸沿岸を離れて台湾北西端へ渡ろうとしているところを、アメリカの潜水艦クイーンフィッシュ以下3隻から成るウルフパック第17.21任務群（指揮官：チャールズ・E・ローリン中佐）により発見されてしまった。そのうちのピクーダが攻撃を仕掛け、11時27分にタンカーの宗像丸（昭和タンカー：10045総トン）が魚雷を受け損傷した。宗像丸は護衛の海防艦倉橋と共に船団部隊から落伍した。龍鳳も分離され、駆逐艦3隻（浜風、磯風、時雨）の護衛下で基隆へと送り届けられた。龍鳳到着を見届けた浜風と磯風は反転し、宗像丸と倉橋に合流した。浜風と磯風は宗像丸を基隆港到着を見届けて、ヒ87船団部隊を追いかけた。
一方のヒ87船団主力は、濃霧の影響で台湾新竹沖合の中港泊地に仮泊した。旗りゅう信号を読み違えて一時分裂、駆逐艦浜風とタンカー海邦丸（飯野海運：10238総トン）の衝突事故が発生した。第17駆逐隊司令は司令駆逐艦を磯風に変更し、磯風はヒ87船団部隊に同行した。8日夜、ヒ87船団部隊は台湾高雄へ入泊した。
翌1月9日、米軍はルソン島リンガエン湾に上陸を開始した。同9日、第38任務部隊が高雄港を含む台湾や海南島を空襲し、台湾高雄港に碇泊中のヒ87船団部隊も攻撃を受けた。タンカーの黒潮丸（中外海運：10384総トン）が大きく損傷したほか、神威、第13号海防艦なども損害を受けた。本船団から故障落伍していた海邦丸も、護衛に残った海防艦2隻とともに追及中のところをアメリカ軍機に捕捉され、直撃弾6発を受けて炎上沈没した。海邦丸には軍楽隊他陸軍将兵ら約1000人が便乗中で、うち約200名が戦死した。護衛の海防艦屋代も空襲で損傷、海防艦艦長や航海長など13名が戦死して多数の重軽傷者を出した。なお、この日の台湾への空襲では、第3号海防艦など、本船団以外に5隻の艦船が沈没している。
高雄滞在中に船団の編制替えが行われた。台湾止まりの貨物船辰和丸（辰馬汽船：6333総トン）と損傷した黒潮丸は除外され、代わりにヒ82船団から途中離脱したタンカー橋立丸（日本海洋漁業：10023総トン）が加入した。桜花の台湾輸送に成功した龍鳳は大量の砂糖を積み込み、高雄発・門司行きのタモ35船団に編入されて帰路に就いた。護衛部隊も海防艦（干珠、三宅、能美、屋久）が編入されるなど大幅な入れ替えがされ、駒沢少将の旗艦が給油艦神威から海防艦干珠へと変更されている。

### 高雄から香港まで
1月10日、タンカー6隻（神威を含む）と護衛の海防艦9隻・駆逐艦時雨の態勢になったヒ87船団部隊は、高雄を出発した。出発からまもなくタンカーの光島丸（三菱汽船：10045総トン）が機関故障を起こし、高雄へと引き返した。12日午前にはタンカーの天栄丸（日東汽船：10241総トン）も舵が故障したため、海防艦3隻の護衛で香港に向かった。

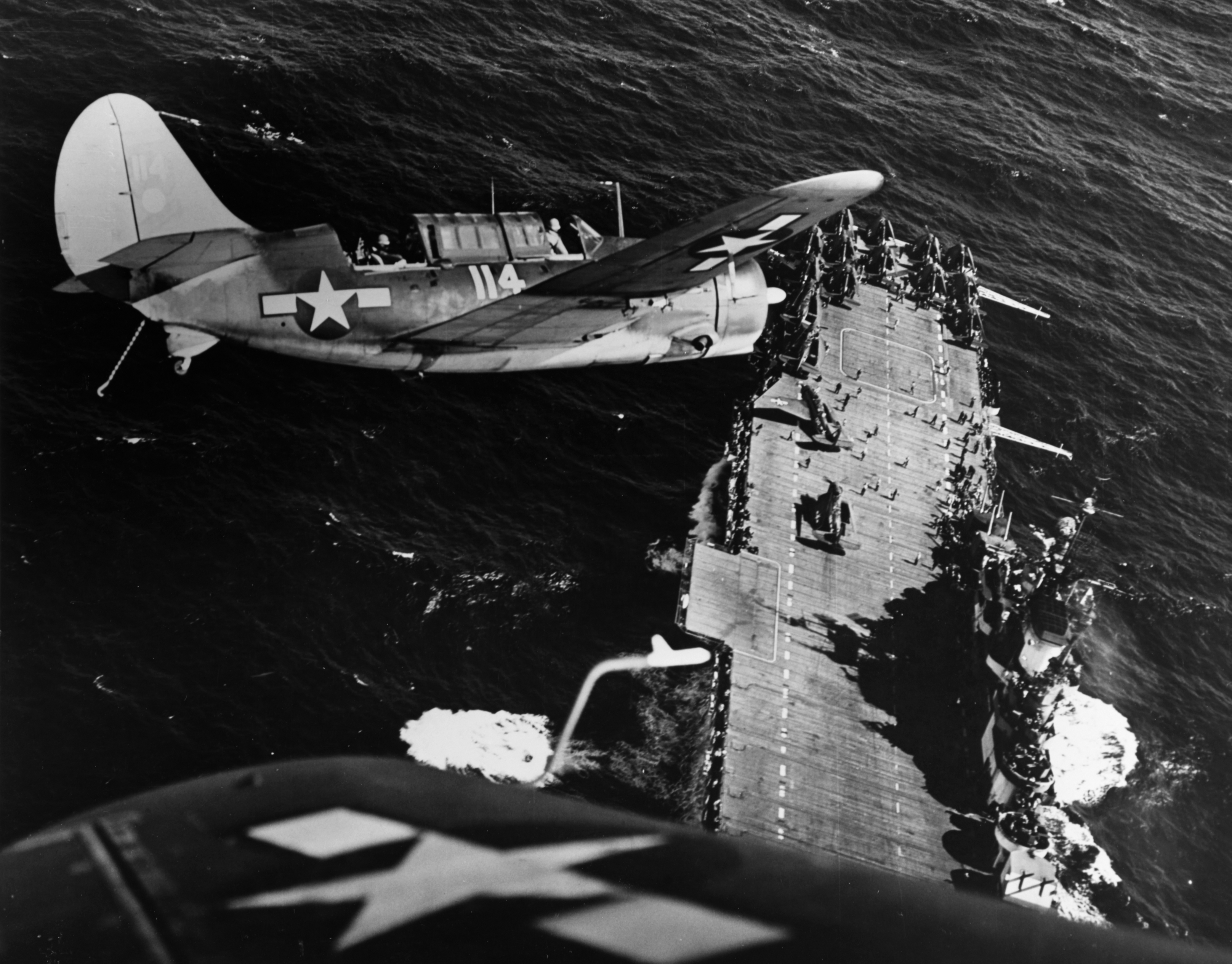
日本商船への攻撃を終えて空母ホーネットに帰還するアメリカ海軍のSB2C艦爆。（1945年1月中旬）

1月12日、グラティテュード作戦に基づき南シナ海へ侵入していたアメリカ海軍第38任務部隊は、主たる目標であった日本海軍第二遊撃部隊（第5艦隊基幹）を発見できなかったため、代わりにフランス領インドシナ方面で通商破壊を開始した。第38任務部隊の空襲によりヒ86船団などが壊滅したのを受けて、海上護衛総司令部は同12日正午過ぎ、ヒ87船団部隊に香港への退避を命じた。
13日夕、ヒ87船団部隊は香港に到着した。被害の極限を図るため、ヒ87A船団とヒ87B船団の2個梯団に分かれて行動することになった。
14日正午頃、B-24型爆撃機が香港に飛来し、偵察をおこなった。
しかし、ヒ87船団が再出発する前に、北上してきた第38任務部隊が香港や台湾への空襲を開始した。日本軍は対空砲火で応戦した。15日の香港空襲では、タンカー2隻が至近弾で損傷した。高雄港空襲では、同港で待機していた駆逐艦旗風が沈没した。馬公空襲では、駆逐艦栂が大破擱座したが、浜風が艦上機 8機撃墜・20機撃破を記録した。海南島では、ヒ86船団部隊の残存海防艦が空襲を受けたが、撃退した。
第38任務部隊の空襲は16日も続いた。また陸軍機のP-38双発戦闘機やP-51ムスタングも空襲に参加していたという。香港ではタンカーの天栄丸が沈没、同松島丸（日本海洋漁業：10240総トン）が大破炎上の後に擱座、給油艦神威も直撃弾4発で大破して航行不能に陥った。無傷のタンカーは「さわらく丸」だけだった。香港の乾ドックで修理中だった駆逐艦蓮も若干の被害をうけた。護衛部隊も海防艦複数隻（能美、倉橋、新南）が小破、他の護衛艦も戦死傷者を出した。
日本側の記録によると、15日の戦闘では3機、16日の戦闘では22機のアメリカ軍機を船団の対空砲火で撃墜している。

### 香港からシンガポールまで
香港で大損害を受けたヒ87船団は、沈没・大破したタンカーを除外し、無傷のさらわく丸を護衛して航海を続けることになった。タンカーのさらわく丸と護衛艦艇4隻（干珠、三宅、第13号、時雨）がヒ87A船団、タンカーの橋立丸と海防艦2隻（新南、倉橋）がヒ87B船団へと分割された。また他の海防艦はシンガポール発のヒ船団の護衛に急ぐため、先遣部隊として分離されている。17日、第41号海防艦と第205号海防艦がシンガポールにむけ香港を出発した。

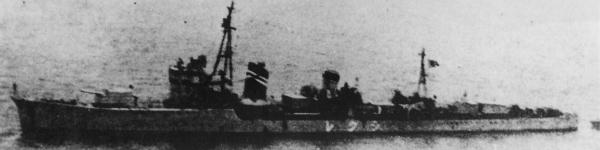
駆逐艦時雨。幸運艦と謳われたものの、本船団の護衛に協力中に撃沈された。

ヒ87A船団部隊は、17日夜出港、瓊州海峡（海南海峡）を抜ける接岸航路で南下した。19日に海南島の楡林港に立ち寄り、補給をおこなう。同地で第7護衛船団司令部が下船し、以後は干珠艦長の指揮で航海を続けた。楡林では、さらわく丸に兵員440人が便乗している。ヒ87A船団部隊は、22日に敵飛行艇などに発見された。24日未明、時雨が22号電探で敵潜水艦を探知して対潜戦闘に移った後、アメリカの潜水艦ブラックフィンの雷撃で撃沈された。三宅と第13号海防艦が共同で対潜戦闘をおこない、また時雨生存者を救助した。午前8時過ぎには残存船団をアメリカの潜水艦ベスゴが襲撃し、さらわく丸は船首に被雷した。さらわく丸は自力航行可能だったので、26日にシンガポールにたどり着くことができた。
ヒ87B船団は、橋立丸のガス爆発による損傷が香港で修理可能な範囲を超えていたため、運航取りやめとなった。橋立丸は修理のため日本へ回航された。
なお、ヒ87船団から途中で脱落したタンカーのうち、光島丸は、高雄での修理を経てヒ91船団に合流し、2月8日にシンガポールへ到着している。宗像丸と黒潮丸は、それぞれ基隆と高雄で修理中の1月21日に、またも第38任務部隊の空襲を受けて全損となった。神威も香港で修理未了のうち4月に再度の空襲を受け大破した。着底し、復旧されないまま終戦を迎えた。

## 結果
有力な大型船団として運航されたヒ87船団であったが、シンガポールまで到着できたのは参加タンカー9隻のうち、落伍して後続船団での到着となった光島丸を含めても2隻だけという失敗に終わった。たとえ空荷の状態であっても、貴重な大型タンカー多数が撃沈破されたことは日本にとって大きな痛手となった。
本船団の失敗は、ヒ86船団の全滅と並び、大船団主義では機動部隊による攻撃には対抗不可能なことを明らかにした。根本的な戦術見直しの結果、本船団で2個梯団への分割が行われたように、以後の日本の護送船団は、一転して小規模船団方式へと変更されることになった。数少なくなった輸送船の稼働効率を高めつつ、分散して被害を極限するねらいであった。
本船団の壊滅後、南方航路は石油輸送に限って維持されることになり、南号作戦と称する強行輸送が開始された。本船団加入タンカーでシンガポールにたどり着けた2隻も参加することになり、光島丸はヒ96船団に加入して3月27日に門司へ帰着、戦時中最後の日本への南方石油輸送成功例となった。さらわく丸は、南方発最終便となったヒ88J船団に加入したが、機雷に接触して沈没した。結局、本船団参加タンカー9隻のうち、石油輸送に成功したのは1隻のみという結果に終わったのである。日本軍は南方所在の大型艦を日本本土に帰投させる方針を固め、2月中旬に燃料と物資輸送を兼ねた北号作戦が実施された。
ヒ87船団を護衛した第41号海防艦と第205号海防艦は内地へ戻るタンカーせりあ丸の護衛を任され、同船は2月7日に北九州六連に到着した。さらわく丸をシンガポールに送り届けた干珠と三宅は、ヒ88C船団を護衛して1月31日に出発、2月下旬になり北九州に到着した。第13号海防艦は海防艦屋久と共にヒ88D船団を護衛し、つづいてヒ88H船団を護衛する。油槽船1隻を失ったあとの2月23日、屋久は米潜水艦ハンマーヘッドの雷撃で沈没した。

## 編制

### 門司出港時の編制
- 指揮官：第七護衛船団司令官駒沢克己少将[注 23][注 24]
- 輸送船
  - タンカー - 天栄丸、さらわく丸、松島丸、光島丸、黒潮丸、宗像丸、海邦丸、神威（海軍給油艦[8]、駒沢少将旗艦）

- - 貨物船 - 辰和丸
- 護衛艦
  - 空母 - 龍鳳（輸送任務）
  - 駆逐艦 - 旗風、時雨、磯風、浜風
  - 海防艦 - 御蔵、屋代、倉橋、第13号海防艦

### 高雄出港時の編制
- 輸送船
  - タンカー - 天栄丸、さらわく丸、松島丸、光島丸、神威（海軍給油艦）、橋立丸
- 護衛艦
  - 駆逐艦 - 「時雨」
  - 海防艦 - 干珠（旗艦）、新南、「倉橋」、能美、屋久、三宅、「第13号海防艦」、第60号海防艦[注 25]、第205号海防艦

### 香港出港時の編制
- ヒ87A船団
  - 輸送船 - タンカーさらわく丸
  - 護衛艦 - 駆逐艦時雨、海防艦干珠（旗艦）、三宅、第13号海防艦
- ヒ87B船団（中止）[78]
  - 輸送船 - タンカー橋立丸
  - 護衛艦 - 海防艦新南（旗艦）、同倉橋
- 先遣隊[78]
  - 海防艦能美（旗艦）、第41号海防艦、第60号海防艦、第205号海防艦